# Парасексуальный процесс
Парасексуа́льный проце́сс, или парасексуа́льный цикл, — аналог полового процесса, свойственный грибам и одноклеточным организмам. При парасексуальном процессе происходит слияние вегетативных клеток, содержащих генетически разнородные ядра (образование гетерокариона), возникновение гетерозиготных диплоидов за счёт слияния ядер в гетерокарионах и последующего митотического расщепления диплоидов, приводящее к появлению гаплоидных или диплоидных рекомбинантов.
Парасексуальный процесс инициируется слиянием гиф (анастомоз), при котором в одной клетке сливаются ядра и цитоплазма двух различных клеток (плазмогамия и гетерокариозис). Слияние различных ядер приводит к образованию диплоидного гетерокариона (кариогамия). Гетерокарион часто нестабилен и разделяется на два сегреганта путём рекомбинации, включающей митотический кроссинговер и гаплоидизацию. Митотический кроссинговер подразумевает обмен генами между хромосомами, в то время как гаплоидизация является результатом последовательного нерасхождения каждой пары хромосом во время митоза, после чего они случайным образом распределяются между дочерними клетками, давая начало гаплоидным и анеуплоидным клеткам. 
Как и половой процесс, парасексуальный процесс даёт клеткам возможность рекомбинации и появления новых геномов у потомства. В отличие от полового процесса, у парасексуального процесса отсутствует чёткая регулярность, и он происходит исключительно при митозе. 
Парасексуальный процесс особенно важен у грибов, не имеющих полового процесса, так как у них это — единственный путь осуществления рекомбинации, а значит, и поддержания генетического разнообразия.

## История открытия
Парасексуальный процесс был впервые описан итальянским генетиком Гвидо Понтекорво в 1956 году в ходе изучения гриба Aspergillus nidulans (также называемого Emericella nidulans, когда он находится в половой форме или телеоморфе).  

## Этапы

### Диплоидизация
При слиянии клеток двух гиф два гаплоидных ядра из каждой из двух слившихся клеток также сливаются, образуя диплоидное ядро, содержащее по две гомологичные копии каждой хромосомы — пару гомологичных хромосом. Механизм этого ещё в значительной степени неясен, а само явление, по-видимому, является редким. Сформировавшийся гетерокарион делится митозом, при этом в каждом делении может наблюдаться нерасхождение хромосом одной из пар и, соответственно, потеря одной из них до тех пор, пока не останется гаплоидный набор хромосом. В то же время гетерокарион может быть стабильным и выщеплять диплоидные рекомбинанты.

### Образование митотических хиазм
Образование хиазмы обычно наблюдается при мейозе при конъюгации гомологичных хромосом. Тем не менее, оно может происходить и при митозе, но с меньшей частотой, так как в этом случае хромосомы не образуют регулярных пар. В конечном счёте образование хиазмы приводит к одному и тому же результату — генетической рекомбинации.

### Гаплоидизация
В части случаев во время деления диплоидного гетерокариона происходит нерасхождение хромосом одной пары, так что одна из клеток получает 2n — 1 хромосом, а другая — 2n + 1. Такие ядра с некратным числом хромосом (то есть некратным количеству хромосом в основном наборе) называются анеуплоидными. Такие ядра нестабильны и в ходе последующих митотических делений теряют лишние хромосомы, пока не придут к состоянию n. При этом хромосомы разных пар ведут себя независимо, а гены одной хромосомы обнаруживают полное сцепление. В согласии с этим, у E. nidulans (где в норме n = 8) встречались ядра с 17 (2n + 1), 16 (2n), 15 (2n — 1), 12, 11, 10 и 9 хромосомами.
Каждое из таких состояний ядра редко, и они не составляют регулярного цикла, как при половом процессе. Тем не менее, итог обоих процессов схож. Так как диплоидное ядра образовалось путём слияния двух различных гаплоидных родительских ядер, родительские гены могут рекомбинировать. 

## Организмы
Потенциальная возможность подвергаться парасексуальному процессу в лабораторных условиях была продемонстрирована у многих видов нитчатых грибов, в том числе Fusarium monoliforme, Penicillium roqueforti (используемый для приготовления синих сыров), Verticillium dahliae, Verticillium alboatrum, Pseudocercosporella herpotrichoides, Ustilago scabiosae, Magnaporthe grisea и Cladosporium fulvum.

## Применение
Парасексуальный процесс стал мощным инструментом промышленной микологии для получения штаммов грибов с требуемым набором свойств. 
Кроме того, парасексуальный процесс является надёжным методом генетического анализа, позволяющего выявлять сцепление между генами одной хромосомы и локализовывать гены по отношению к центромере на основании их проявления после митотического кроссинговера. Дело в том, что кроссинговер на участке ген-центромера приводит к гомозиготизации всех генов, расположенных дистальнее точки обмена в половине ядер. 